# 日本海洋石油資源開発
日本海洋石油資源開発株式会社（にほんかいようせきゆしげんかいはつ、英: Japex Offshore Ltd.）は、石油及び天然ガスの探鉱、開発等を行う日本の企業である。

## 沿革
- 1971年5月 - 会社設立。石油資源開発保有の鉱業権及び出願権及び同社と出光興産との共同探鉱開発契約に係る同社の権利義務を承継。
- 1972年2月 - 阿賀沖油ガス田発見。
- 1983年5月 - 岩船沖油ガス田発見。
- 1999年6月 - 阿賀沖油ガス田閉山[3]。